# Serixia prasinata
Serixia prasinata là một loài bọ cánh cứng trong họ Cerambycidae.